# Râul Valea lui Câine
Râul Valea lui Câine este un curs de apă, afluent de dreapta al râului Gilort.